# Мод (корабель)

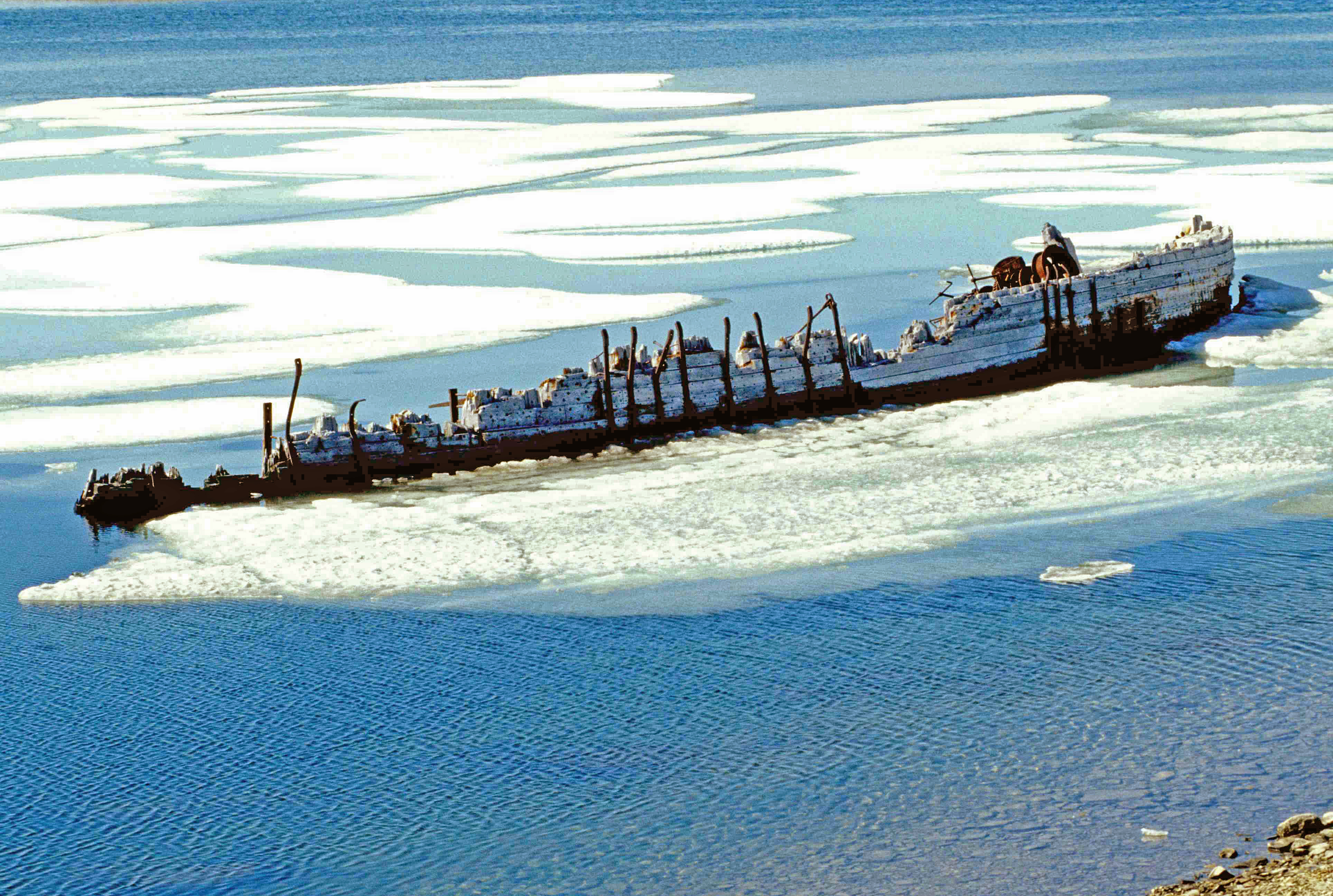
Останки «Мод», як вони виглядали в 1998 році.

69°07′08″ пн. ш. 105°01′12″ зх. д. / 69.11888889° пн. ш. 105.02° зх. д.
«Мод» (норв. Maud) — експедиційне судно Руаля Амундсена і Оскара Хостинга, на якому були здійснені плавання Північно-Східним проходом (1918—1920) і дрейф в Східносибірському морі (1922—1925). Названо на честь королеви Норвегії — Мод Уельської (1869—1938).
У 1908 р. Амундсен ухвалив рішення здійснити п'ятирічний дрейф в пакових льодах від Берингової протоки до Шпіцбергена з метою досягнення Північного полюса, для чого йому був передана шхуна «Фрам». Вперше подібний дрейф був здійснений Нансеном в 1893—1896 рр., Амундсен планував почати експедицію в 1910 р., але через повідомлення про досягнення Північного полюса змушений був вирушити в Антарктику. «Фрам», витримавши дві експедиції в Арктиці й одну в Антарктиці, а також навколосвітнє плавання, був сильно зношений. Вдобавок, він був державною власністю, і з цієї причини уряд міг втручатися в дослідницькі плани Амундсена. Зважившись стати першою людиною, що підкорив обидва полюси планети, Амундсен вирішив будувати власне судно.

## Підготовка експедиції
Судно будувалося на особисті кошти Амундсена по кресленнях «Фрама», але був врахований досвід попередніх експедицій: зменшено чисельність команди до 9 осіб (кожен мав індивідуальну каюту), передбачені окремі приміщення для майстерні та лабораторії, наявність гідролітака і радіостанції, встановленої в 1922 р. Спуск на воду пройшов на світанку 7 червня 1917 року, причому замість шампанського при церемонії освячення була використана бурулька. Спорядити експедицію було вельми складно, оскільки навіть провіант довелося замовляти в США. Неоціненну допомогу при цьому надали американський мільйонер Лінкольн Еллсворт і Фрітьоф Нансен — тодішній посол Норвегії в США. Більшу частину устаткування і навіть меблі для житлових приміщень довелося демонтувати з «Фрама». Через розв'язання Німеччиною необмеженої підводної війни, довелося йти Північно-Східним проходом. Передбачалося, що дрейфом судно винесе за полюс, що дозволить зробити походи до північної Гренландії, для чого на мисі Колумбія були організовані додаткові склади.

## Північний морський шлях
«Мод» покинула Осло 24 червня 1918 року. На судні було 9 осіб команди, з них четверо брали участь у попередніх експедиціях Амундсена. Командиром судна був призначений Хельмер Хансен (ветеран підкорення Південного полюса), до складу команди входив також геофізик Харальд Свердруп. У протоці Югорський Шар в команду був прийнятий напівросіянин-напівнорвежець Геннадій Олонкін як другий моторист і радист. У 1920 р. після конфлікту Хансена з Амундсеном, командиром «Мод» до кінця експедиції був Оскар Вістінг.
9 вересня 1918 «Мод» була затиснута льодами біля мису Челюскіна, а 30 вересня Амундсен впав з борту на лід, зламавши ліву руку в двох місцях, вище і нижче плечового суглоба. Перелом супроводжувався м'язовими судомами. Ще через п'ять тижнів Амундсен ледь не був пошматований ведмедицею і отримав серйозні травми спини. Вже в США з'ясувалося, що переломи зрослися неправильно, зламана рука стала на 5 см коротше здорової. 10 грудня Амундсен отримав важке отруєння чадним газом через несправність гасової лампи і відтоді став відчувати серйозні проблеми з серцем.
Зимівля була важка: вітрильний майстер Рьонне страждав алкоголізмом (він був за сумісництвом коком і мав доступ до суднових запасів спиртного), у деяких членів команди з'явилися ознаки психічного розладу. Почастішали і конфлікти членів команди з хворим Амундсеном.
У вересні 1919 р. судно покинули два матроси: досвідчений полярник Петер Тесса і молодий Пауль Кнудсен. Амундсен в різний час по-різному пояснював причини їх відправки на Діксон, що знаходився в 800 км на південний захід. На початку він говорив про необхідність доставки пошти з результатами досліджень у Норвегію. Це не дуже переконливо, оскільки там цю пошту ніхто не чекав. Пізніше він пояснював рішення хворобою Петера Тессема, який відчував сильні головні болі. На батьківщину вони так і не повернулися, останки були знайдені тільки в 1921—1922 роках експедиціями Н. А. Бегічева і Н. Н. Урванцева. Мабуть, Кнудсен провалився в ополонку, а Тесса з невстановленої причини помер за декілька кілометрів від полярної станції на о. Діксон. Фотографію скелета Тессема зробив Рибін Г. Н. в липні 1922 року.

Звільнившись з льодів 12 вересня 1919, вже через 11 днів «Мод» була змушена стати на зимівлю біля острова Айон на півдорозі між Новосибірськими островами і [[Берингова протокаБеринговою протокою. На борту ледь не стався бунт. З 1 грудня 1919 по 14 червня 1920 Оскар Вістінг і його помічник спробували дістатися на собаках до Нома на Алясці, але через перипетії Громадянської війни в Росії змогли дістатися тільки до Анадиря і щасливо повернулися. Там же вони дізналися про закінчення Першої світової війни.
Тільки через два роки «Мод» дісталася до Аляски, де з'ясувалося, що експедиція збанкрутувала, довелося просити урядову субсидію. Амундсен, однак, спробував з екіпажем в 4 людини пробитися через Берингову протоку (доукомплектувати команду планувалося місцевими чукчами і російськими мисливцями), але довелося втретє замовити біля мису Серце-Камінь. Тут Амундсен удочерив двох чукотських дівчаток 4 і 10 років, пізніше відправивши їх на навчання до Норвегії.
У 1921 р. Амундсен передав командування експедицією Вістінгу і віддалився від справ, почавши розробку плану підкорення полюса по повітрю. Судно вирушило в Сіетл для ремонту і укомплектування. Асистентом Свердрупа став Фінн Мальмгрен (1895—1928).
«Мод» у 1922—1925 рр. дрейфувала над шельфами Східносибірського моря і звільнилася недалеко від місця вмерзання в лід «Фрама».
Експедиція зібрала неоціненні відомості з метеорології і геофізики, обширні етнографічні, зоологічні та орнітологічні колекції, а також дані щодо полярних течій.
Трансполярний дрейф не вдався. За сучасними даними, план Амундсена міг стати вдалим, якби дрейф почався від північного узбережжя Аляски, але не Чукотки.

## Подальша доля «Мод»
У серпні 1925 р. «Мод» була продана за борги Компанії Гудзонової затоки. Використовувалася в Канаді як судно постачання, в 1926 р. була затиснута льодами біля села Кеймбрідж-Бей, де і затонула на мілководді в 1930 р. І понині її останки знаходяться за 15 хвилин їзди від поселення. Уряди Канади та Норвегії в 1990 р. обговорювали питання зняття судна з мілини і його реставрації, але вартість проєкту перешкодила його реалізації.